# モンゴル空軍
モンゴル空軍（モンゴルくうぐん、モンゴル語: Монгол Улсын Зэвсэгт Хүчний Агаарын цэрэг、英語: Mongolian Air Force）とは、モンゴル国が保有するモンゴル国軍の空軍。

## 概要
総人員800人。1925年設立。装備は、MIG-29やZPU-対空砲、S-75対空ミサイルなど、ソ連製の対空装備を保有している。国籍マークはソヨンボを採用している。陸軍同様、軍旗、戦争旗がある。

## 装備品

### 航空機
- MiG-29UB フルクラムB練習戦闘機×6機[3]
- An-24コーク 輸送機×2機[3]
- An-26カール 輸送機×1機[3]

### ヘリコプター
- Mi-8ヒップ 輸送ヘリコプター×10機[3]
- Mi-171 輸送ヘリコプター×2機[3]

### 防空装備
- ZPU-4[3]
- ZU-23-2[3]
- S-60[3]